# Jochen Lüdicke
Jochen Lüdicke (* 29. Dezember 1958 in Duisburg) ist ein deutscher Rechtsanwalt und Steuerberater sowie Honorarprofessor. Er ist Präsident des Bundesverbandes der Steuerberater e.V.

## Leben
Nach dem Abitur studierte er Rechtswissenschaft an der Universität Würzburg und wurde 1977 Mitglied der katholischen Studentenverbindung KDStV Thuringia Würzburg. Danach absolvierte er sein Referendariat in Würzburg. 1985 wurde Lüdicke zur Rechtsanwaltschaft zugelassen. Er promovierte mit dem Thema Steuerermäßigung bei ausländischen Einkünften an der Universität Würzburg im Jahr 1985.
Nach Tätigkeiten in der Wirtschaftsprüfungsgesellschaft Peat Marwick Mitchell & Co. in Frankfurt am Main wurde er als Steuerberater zugelassen und 1990 zum Partner ernannt. Von 1993 bis 2020 war er Partner der Kanzlei Bruckhaus Westrick Stegemann, die durch Fusion heute Teil der internationalen Großkanzlei Freshfields Bruckhaus Deringer ist. Seit Mai 2020 ist er geschäftsführender Gesellschafter der Rechtsanwaltsgesellschaft Lüdicke & Kollegen. 
Seit 2012 ist er Präsident des 1949 gegründeten Bundesverband der Steuerberater e.V. Lüdicke gilt als Experte auf den Gebieten Steuer- und Finanzrecht. Neben seiner beratenden Tätigkeit ist Lüdicke als fachlicher Autor aktiv.
2011 wurde Lüdicke Honorarprofessor der Universität Düsseldorf. Er ist in einer Vielzahl von gemeinnützigen und kirchlichen Organisationen ehrenamtlich tätig. 2015 wurde ihm der päpstliche Orden „Pro Ecclesia et Pontifice“ und 2018 seitens der jüdischen Gemeinde die Josef-Neuberger-Medaille verliehen. 2020 erhielt er von Handelsblatt und best lawyer die Auszeichnung Anwalt des Jahres Kategorie „Tax“.
Lüdicke ist verheiratet und hat drei Söhne. Er wohnt in Düsseldorf.

## Schriften
- Steuerermäßigung bei ausländischen Einkünften. Verlag Dr. Otto Schmidt KG, Köln 1985, ISBN 978-3-504-64062-0.
- Münchener Anwaltshandbuch Unternehmensteuerrecht. C.H. Beck, München 2004, ISBN 978-3-406-47842-0.
- Geschlossene Fonds. München, C.H. Beck, München 2013, ISBN 978-3-406-64007-0.
- Jahrbuch des Bundesverbandes der Steuerberater. NWB-Verlag, Herne 2018, ISBN 978-3-482-64956-1 (seit 2013).
- Unternehmensteuerrecht. C.H. Beck, München 2018, ISBN 978-3-406-70394-2.